# Xymene pulcherrimus
Xymene pulcherrimus là một loài small ốc biển săn mồi, là động vật thân mềm chân bụng sống ở biển trong họ Muricidae, họ ốc gai.